# Viceprimer ministre de Luxemburg
El Vice-primer ministre de Luxemburg és la segona posició política més alta al gabinet luxemburguès. El vice-primer ministre té una funció vital en el sistema del gabinet de Luxemburg, supleix el primer ministre quan ell està absent, representa el seu propi partit polític, i té d'altres posicions governamentals.
Atès que el càrrec va ser creat el 1959, tots els governs han estat coalicions de dos dels tres partits principals: el Partit Popular Social Cristià (CSV), el Partit Socialista dels Treballadors (Luxemburg) (LSAP), i el Partit Democràtic (DP). El vice-primer ministre sempre ha estat un polític que és soci de la coalició.
Des de 1989, el títol de «vice-primer ministre» ha estat oficial, encara que el càrrec havia estat extraoficialment conegut per aquest nom des de la seva creació. Fins al 1989, el Primer Ministre va ser conegut pel nom del «Vice-president del Govern». Això reflectia el títol del primer ministre, que a la vegada era President del govern fins al 1989.

## Llista de Vice-primers ministres de Luxemburg
| Viceprimer ministre | Viceprimer ministre | Viceprimer ministre | Partit | Primera data           | Fi data                | Motiu de sortida                         | Primer Ministre   | Primer Ministre |
| ------------------- | ------------------- | ------------------- | ------ | ---------------------- | ---------------------- | ---------------------------------------- | ----------------- | --------------- |
|                     |                     | Eugène Schaus       | DP     | 2 de març de 1959      | 15 de juliol de 1964   | Canvi de coalició                        |                   | Pierre Werner   |
|                     |                     | Henry Cravatte      | LSAP   | 15 de juliol de 1964   | 6 de febrer de 1969    | Canvi de coalició                        |                   | Pierre Werner   |
|                     |                     | Eugène Schaus       | DP     | 6 de febrer de 1969    | 15 de juny de 1974     | Gabinet va perdre eleccions              |                   | Pierre Werner   |
|                     |                     | Raymond Vouel       | LSAP   | 15 de juny de 1974     | 21 de juliol de 1976   | Nomenat Comissió Europea                 |                   | Gaston Thorn    |
|                     |                     | Bernard Berg        | LSAP   | 21 de juliol de 1976   | 16 de juliol de 1979   | Gabinet va perdre eleccions              |                   | Gaston Thorn    |
|                     |                     | Gaston Thorn        | DP     | 16 de juliol de 1979   | 22 de novembre de 1980 | Nomenat President de la Comissió Europea |                   | Pierre Werner   |
|                     |                     | Colette Flesch      | DP     | 22 de novembre de 1980 | 20 de juliol de 1984   | Canvi de coalició                        |                   | Pierre Werner   |
|                     |                     | Jacques Poos        | LSAP   | 20 de juliol de 1984   | 26 de gener de 1995    | Canvi de coalició                        |                   | Jacques Santer  |
| 26 de gener de 1995 | 7 d'agost de 1999   | Jacques Poos        | LSAP   |                        | Jean-Claude Juncker    | Canvi de coalició                        |                   |                 |
|                     |                     | Lydie Polfer        | DP     | 7 d'agost de 1999      | Jean-Claude Juncker    | 31 de juliol de 2004                     | Canvi de coalició |                 |
|                     |                     | Jean Asselborn      | LSAP   | 31 de juliol de 2004   | Jean-Claude Juncker    | 4 de desembre de 2013                    | Dimissió          |                 |
|                     |                     | Etienne Schneider   | LSAP   | 4 de desembre de 2013  | 4 de febrer de 2020    | Dimissió                                 |                   | Xavier Bettel   |
|                     |                     | Félix Braz          | DG     | 5 de desembre de 2018  | 11 d'octobre de 2019   | Salut                                    |                   | Xavier Bettel   |
|                     |                     | François Bausch     | DG     | 11 d'octobre de 2019   | 17 de novembre de 2023 | Gabinet va perdre eleccions              |                   | Xavier Bettel   |
|                     |                     | Dan Kersch          | LSAP   | 4 de febrer de 2020    | 5 de gener de 2022     | Dimissió                                 |                   | Xavier Bettel   |
|                     |                     | Paulette Lenert     | LSAP   | 5 de gener de 2022     | 17 de novembre de 2023 | Gabinet va perdre eleccions              |                   | Xavier Bettel   |
|                     |                     | Xavier Bettel       | DP     | 17 de novembre de 2023 | actual                 |                                          |                   | Luc Frieden     |